# Francmasonería en Uruguay

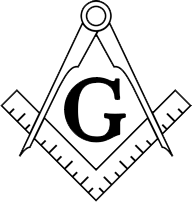
La escuadra (símbolo de la virtud) y el compás (símbolo de los límites de comportamiento con los que debe mantenerse el masón respecto a cualquier persona, sobre todo respecto a los demás hermanos) son quizá los dos símbolos masónicos más conocidos mundialmente. Aquí aparece también la letra «G», que representa al Gran Arquitecto del Universo.

La sociedad de la Francmasonería tiene una larga historia en el Uruguay, que se inicia a finales del siglo XVIII y ha influido visiblemente en la historia política, social y económica del Uruguay desde sus comienzos. Buena parte de los fundadores de este país han pertenecido a esta fraternidad, y su visión del mundo se ha plasmado en varios aspectos sociales del país.

## Masonería en la época colonial
La historia de la Masonería en el territorio que hoy corresponde al Uruguay comienza a finales del siglo XVIII con la llegada de nuevos pobladores a la, entonces conocida como, Banda Oriental y su capital Montevideo.
Esta presencia masónica se vio incrementada en 1807 durante las Invasiones Inglesas en el Río de la Plata que trajeron junto con sus tropas, principalmente las divisiones de "Dragones" irlandeses, las logias que casi siempre acompañaban a estas.
Tras el devenir de las décadas en 1856 se funda oficialmente con Carta Patente y apoyo del Gran Oriente del Brasil, el "Gran Oriente del Uruguay" que posteriormente cambiará su nombre a la actual, "Gran Logia de la Masonería del Uruguay" en 1941.

## La masonería uruguaya en la actualidad
En la actualidad existen en el territorio nacional varias organizaciones masónicas como son:
- La Gran Logia de la Masonería del Uruguay (24 de junio de 1855), en Montevideo.
- La Gran Logia Unida de Inglaterra con sede en Buenos Aires, (District Grand Lodge of South America Southern Division). Distrito fundado el 11 de febrero de 1862 y a la cual pertenece la logia Silver River Lodge No 876[1] con sede en Montevideo.
- La Grande Loja Regular do Rio Grande do Sul (26 de junio de 2008), en Melo y Rivera.
- El Gran Oriente de Uruguay (25 de agosto de 1990).[2]
- El Gran Oriente Latinoamericano (21 de junio de 1992)
- El Gran Oriente de la Franc-Masonería del Uruguay  (10 de diciembre de 1998).[3]
- El Derecho Humano, esta Logia igualmente llamada "Eleusis", organización masónica al igual que el Gran Oriente de la Francmasonería del Uruguay es de carácter mixto, integrando a la mujer en pie de igualdad al hombre en sus reuniones y organización.
- La Gran Logia Femenina del Uruguay, organización masónica de carácter exclusivamente femenina fundada el 3 de mayo de 2007, con Patente expedida por la Gran Logia Femenina de Chile y el Brasil.
- El Supremo Santuario Nacional - Masonería Mixta Perfectibilista' 1 de mayo de 1776
- Gran Cenáculo Masónico del Uruguay 23 de enero de 2014 (Rito Escocés Antiguo y Aceptado y Memphis Mizraïm 1881)

## Gran Oriente de Uruguay
El Gran Oriente de Uruguay  es una fraternidad masónica masculina del Uruguay, constituidos ellos mismos en Logias o Triángulos, creada el 25 de agosto de 1990. Tiene su sede en Montevideo, y cuenta con estatutos aprobados por el Poder Ejecutivo desde el 3 de abril de 1992, estatutos que constituyen la normativa fundamental para su funcionamiento como potencia masónica universal. Una vez que la institución estuvo integrada al marco legal vigente en Uruguay, obtiene su Carta Patente que le es otorgada por el Gran Oriente de Río Grande del Sur, Brasil, con fecha 31 de octubre de 1992. Pocos días después el 4 de noviembre de 1992, recibe el reconocimiento de la COMAB, Principal Confederación Masónica del Brasil. Es miembro pleno de la CIGLU
La fraternidad del Gran Oriente de Uruguay al igual que la Masonería Universal reconoce la idea de un único y común origen de los seres humanos, lo que representa el fundamento en que se basan los conceptos sociales de libertad, igualdad, y fraternidad. Esta concepción del único y común origen de los seres humanos es laica porque prescinde de la relación con lo divino, no reconoce el acto creativo del hombre por parte de Dios o un dios, si bien cada Masón, considerado individualmente, puede reconocerse en tal acto. 
El Gran Oriente de Uruguay sostiene la fraternidad no solo entre todos los Masones pero con toda la Humanidad. Aunque laica, el Gran Oriente de Uruguay recomienda y enseña a sus miembros el respeto a la fe religiosa y a las opiniones políticas tanto de sus hermanos como de todas las personas en general, siempre que ellas tengan por base la moral y el respeto a la Ley del país y el sistema republicano que adoptó la Nación, tal como se establece en el Artículo 82 de la Constitución de la República Oriental del Uruguay.
En la actualidad en el Gran Oriente del Uruguay se practican los ritos "Escocés Antiguo y Aceptado, (REAA)" y el "Rito Francés o Moderno, (RF)". La fraternidad prevé la posibilidad de la práctica de distinto ritos, de acuerdo con la concepción fundamental y básica de lo que significa ser un Gran Oriente, es decir una institución masónica que se enriquece con la diversidad agrupando logias que trabajan en los distintos ritos masónicos que se encuentran en el país.
El Gran Oriente de Uruguay, GOU a través de sus Logias administra los primeros tres grados simbólicos, o sea los de: Aprendiz, Compañero y Maestro de la Hermandad. Mientras que los grados superiores son administrados por los correspondientes supremos consejos de cada uno de los siguientes ritos que integran el GOU.
Para el REAA la secuencia completa es de treinta y tres grados, mientras que para el RF es de nueve grados.
Se dice que los iniciados de los tres primeros grados del rito Francés introducen al aprendiz en las doctrinas de la Masonería, constituyendo así una escuela de moral cercana a la Gnosis. De ninguna manera la hermandad considera que estos grados constituyen un "cursus honorum" mediante el que se jerarquiza algunos hombres en clases estratificadas; estos grados son el devenir natural del aprendizaje y la asimilación de los conocimientos iniciáticos y simbólicos de los ritos de la hermandad.
Por ejemplo en el Rito Escocés Antiguo y Aceptado es un rito masónico derivado del sistema político republicano que se practicaba en París a mediados del siglo XVIII. Sus orígenes se remontan al año 1786. Este es probablemente uno de los ritos masónicos más difundidos mundialmente en la actualidad y el más practicado en los talleres del Gran Oriente Uruguayo.
El Rito, fue creado en 1783, pero su implantación definitiva solo se dio el 9 de marzo de 1786, por el entonces Gran Maestro Duque de Cartres. Las características principales del Rito Moderno del Gran Oriente del Uruguay, son la defensa intransigente de la libertad de conciencia, la igualdad basada en el laicismo, la tendencia filosófica puramente humanista de la Hermandad y el pensamiento progresista en la búsqueda del nuevo orden mundial, así como la condena de cualquier tipo de tiranía, dogma y absolutismo.

## Gran Cenáculo Masónico del Uruguay
En el 2008 han existido varias iniciativas fallidas para refundar la masonería llamada especulativa del Rito Egipcio en el Uruguay como el Triángulo "Sar Alden", en 2004 se funda la Logia Ankh em Maat jurisdiccionada al Soberano Santuario Latinoamericano de Chile. Actualmente esta Logia está bajo los auspicios del Gran Cenáculo Masónico del Uruguay.
Es así que la logia de Masonería Ankh Em Maat N.º 7 ("El-Ser-Viviente-en-la-Verdad") que depende del Gran Cenáculo Masónico del Uruguay ha prosperado. Realiza actualmente sus trabajos en la ciudad de Montevideo. El 23 de enero del 2014 e.v. la Logia Ankh Em Maat N°7, por votación unánime de la Cámara del Medio, pasa a integrarse al Gran Cenáculo Masónico del Uruguay (Memphis Mizraïm 1881 del GCMU).

## Gran Oriente de la Franc-Masonería del Uruguay
El GOFMU  es una Obediencia Masónica Independiente con sede en Montevideo, fundada en 1998. Esta fraternidad tiene Personería Jurídica registrada por el Poder Ejecutivo de la República desde el 28 de junio de 1999.
Esta fraternidad agrupa a hombres y mujeres sin distingo de raza, creencia, posición social o pensamiento político, siendo fielmente respetuosa de los Usos y Costumbres tradicionales de la Masonería Universal del siglo XVIII. 
Los hermanos de esta fraternidad deben tener como prioridad absoluta el obedecer a los más básicos valores de la Hermandad, tales como los valores de libertad, de solidaridad, de laicidad, de tolerancia y de fraternidad sin límites ni exclusiones. Y es Independiente, pues ella no está atada a ningún interés de grupo, sea ideológico, religioso, o económico.
A lo largo de los años, y a través de sus diversas instancias, el Gran Oriente de la Franc-Masonería del Uruguay ha visto afirmarse sus características propias bien definidas:
Mixidad: el GOFMU es una institución masónica abierta a hombres y mujeres en condiciones de absoluta igualdad.
Democracia interna: todos los cargos son electos y tienen una duración definida: un año, con opción a dos reelecciones, finalizada la cual, se debe abandonar el cargo. 
Igualdad de todos sus miembros: con las limitaciones mínimas impuestas por los reglamentos de la fraternidad sobre las reuniones de la Logia, todos sus miembros tienen derecho a elegir y ser electos en todos los cargos.
Integración: el Gran Oriente de la Franc-Masonería del Uruguay desde su creación ha defendido los procesos de integración regional (MERCOSUR) como una etapa hacia la amplia integración latinoamericana, siguiendo los sueños de los Libertadores.
Laicidad: condición que admite la pluralidad de culturas y religiones, sin preferencias por alguna de ellas, dentro de la República y que se expresan en la esfera privada, que es la condición necesaria a la construcción en la esfera pública de una sociedad libre, fraternal e igualitaria.
Republicanismo: cómo régimen de gobierno democrático que pone como centro de la idea y la soberanía de los diversos poderes del Estado, la Gobernancia por y para el Ciudadano, y que reafirma los valores que ponen el acento en el bien común por encima de los intereses particulares.
Cultura democrática: como condición indispensable para fomentar la educación laica del ciudadano. 
Para los francmasones, la democracia y la gobernancia están en permanente construcción.
El Gran Oriente de la Franc-Masonería del Uruguay ( G.O.F.M.U.) se ha conformado así, como una sociedad de Francmasonería abierta, liberal y progresista, que propende un nuevo orden mundial, abierta a la construcción de la civilización del futuro.
Desde el punto de vista masónico, sus Talleres trabajan en uno de los siguientes tres Ritos reconocidos por la Masonería Universal: el Rito Moderno (Francés), Rito Escocés Antiguo y Aceptado y el Rito Egipcio.
El GOFMU es miembro fundador de CIMAS, la Confederación Interamericana de Masonería Simbólica  desde 2002 e integra CLIPSAS Centro de Información y Enlace de las Potencias Masónicas Firmantes del Llamado de Estrasburgo (fundado en 1961). 
Tiene su Carta Patente otorgada por el Gran Oriente de Francia en el año 2007.
Aquellos de entre sus miembros que posean el grado de Maestro Masón, pueden continuar sus estudios masónicos en el Supremo Consejo del Grado 33° del Rito Escocés Antiguo Aceptado para la República Oriental del Uruguay, que practica los altos grados escoceses, hasta el 33.º grado de gran inspector general. El Supremo Consejo tiene su Gran Patente otorgada en el año 2008 por el Supremo Consejo de los Ritos Escoceses del Gran Oriente de Francia. Integra la Federación Americana de Supremos Consejos del Rito Escocés Antiguo Aceptado (FASCREAA). Actualmente el Soberano Gran Comendador (Presidente) es Elbio Laxalte Terra,33°
Los Grandes Maestros o (Presidentes) del GOFMU desde su fundación han sido: 
- 1999 - 2001: Elbio Laxalte Terra;
- 2002 - 2003 - 2004: Myriam Tardugno Garbarino;
- 2005 - 2006: María del Huerto Echenique;
- 2007 - 2008: Elbio Laxalte Terra;
- 2009 - 2010 - 2011 (septiembre): Jorge Massa Techera;
- Septiembre de 2011 - diciembre de 2011: Myriam Tardugno Garbarino;
- 2012: Myriam Tardugno Garbarino;
- 2013: José Luis Mostarda;
- 2014: José Pablo Folena;
- 2015: José Pablo Folena;
- 2016: José Pablo Folena;
- 2017: Myriam Tardugno Garbarino;
- 2018: Myriam Tardugno Garbarino;
- 2019: Myriam Tardugno Garbarino;
- 2020: Beatriz Junco;
- 2021 - 2023: Raúl Bula

## Gran Oriente Latinoamericano (G.·.O.·.L.·.A.·.)
La historia de esta organización masónica en la era moderna esta estrechamente vinculada al proceso político y social vivido en Chile a principios de la década de 1970 en el marco del gobierno socialista y posterior gobierno de facto que vivió aquel país por entonces.
El Gran Oriente Latinoamericano nace en Europa como Gran oriente de Chile en el exilio bajo los auspicios del Gran Oriente Francia, el 21 de junio de 1984. Uno de sus principales fundadores fue Edgardo Enríquez Frödden; y adquiere su actual denominación por decisión unánime en la VII Gran Asamblea, en Concepción, Chile, el 12 de agosto de 1990. Esta organización tiene presencia en América Latina, Europa y, específicamente en el Uruguay desde 1992.
En sus filas se agrupan tanto mujeres como hombres y no exige al aspirante la creencia en un "Gran Arquitecto del Universo" como si lo requieren algunas de las organizaciones masónicas con presencia en el Uruguay.

## Gran Logia Femenina del Uruguay
Tras varios años de desarrollar sus trabajos bajo los auspicios de la Gran Logia de la Masonería del Uruguay, el 3 de mayo de 2007 al constituirse la tercera logia exclusivamente femenina en el Uruguay, se otorgó la patente de la Gran Logia Femenina del Uruguay como organización masónica autónoma e independiente. La ceremonia se realizó en la sala de fiestas del Hotel Riviera el mismo 3 de mayo de 2007 con presencia de delegaciones de Chile, Argentina y Brasil.
Está compuesta en la actualidad por las Logias llamadas Fe, Esperanza,  Caridad, Perseverancia, Armonía, Fraternidad, Peregrina, Hijas de la Luz, Ariadna, Isis, Hermandad, Atenea, Librepensadoras y Templanza

## Soberano Santuario Nacional - Masonería Mixta Perfectibilísta
Masonería Perfectibilísta o Rito Perfectibilísta
Fundada en Ingolstadt Alemania el 1 de mayo de 1776. Llega tempranamente a América del Norte y también en América del Sur con los independentistas. Los filadelfos, lautarinos y carbonarios. Logias llamadas "salvajes" "rojas" y "orgullosamente irregulares frente a las Potencias dependientes tanto de Inglaterra como de Francia". Son logias "a cubierto" de marcada tendencia esotérica y "operativa". Si bien es de marcada tendencia al multi-ritualismo, su ritual propio es el Perfectibilísta de 13 Grados. Sus Logias de "enlace" son las Respetables y Augustas:  Ur 1, la Pi 2 y la Ar 3 .Su templo principal en la zona oeste de Montevideo, lleva el nombre de Alcione. Su tríptico es Orden-Intelecto-Virtud.